# Paweł Edelman

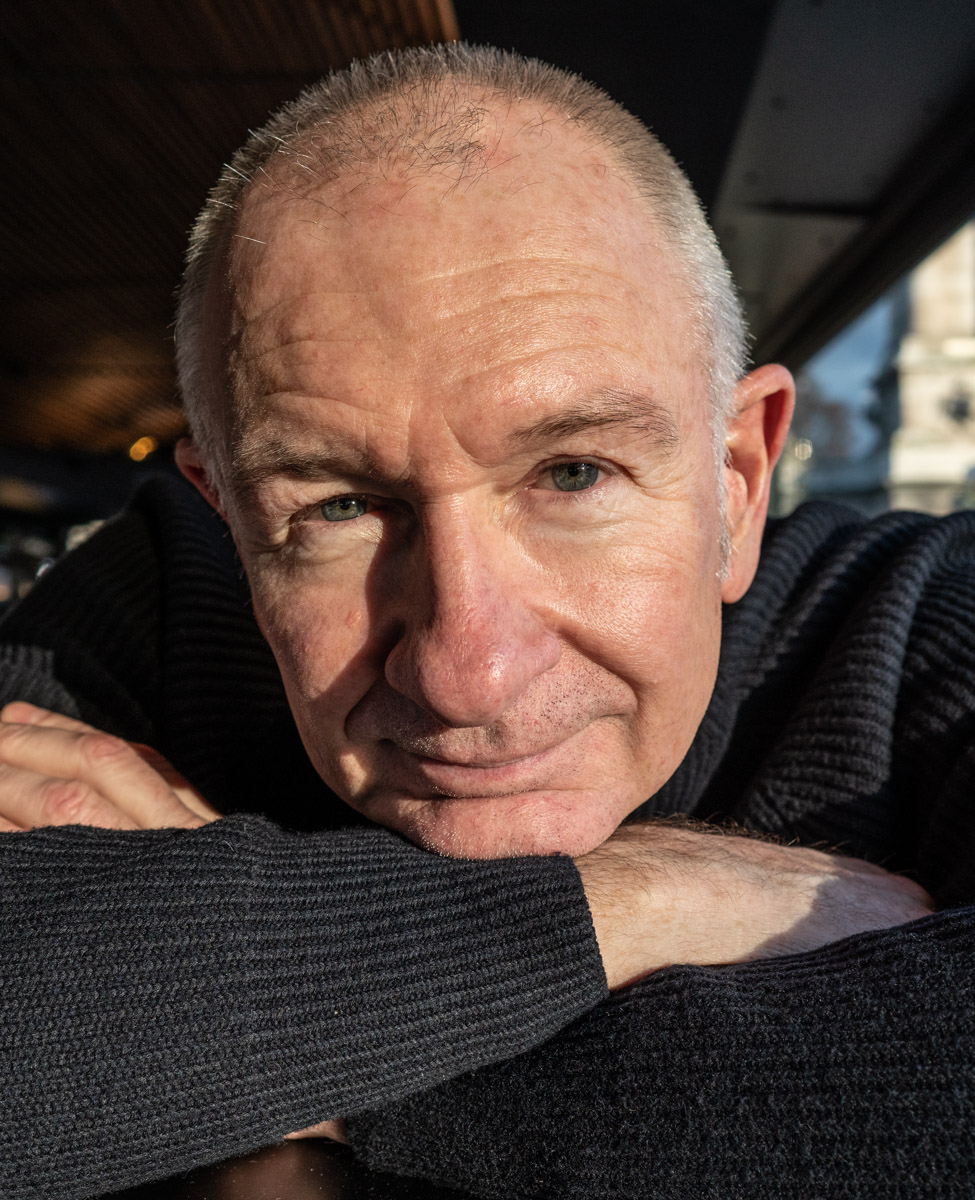
Paweł Edelman, 2019

Paweł Edelman (* 26. Juni 1958 in Łódź) ist ein polnischer Kameramann.

## Leben
Edelman studierte in seiner Heimatstadt zunächst Filmwissenschaften und wechselte dann zur Filmhochschule Łódź, wo er zum Kameramann ausgebildet wurde. 1988 schloss er das Studium ab. Sein Spielfilmdebüt gab er 1991. Nach einigen erfolgreichen Arbeiten in Polen erlebte er 2002 seinen internationalen Durchbruch mit Polanskis Film Der Pianist, für den er vielfach ausgezeichnet wurde, u. a. mit dem César, dem Europäischen Filmpreis, dem britischen BAFTA Award sowie seiner ersten Oscar-Nominierung. Bis 2019 stand er für sechs weitere Filme Polanskis an der Kamera. 
1991 und 1997 wurde Edelman für seine Mitarbeit an Kroll beziehungsweise Pan Tadeusz mit dem Preis für den besten Kameramann auf dem Polnischen Filmfestival Gdynia ausgezeichnet. Für Pan Tadeusz, Der Pianist und Andrzej Wajdas Oscar-nominiertes Kriegsdrama Das Massaker von Katyn gewann er den Polnischen Filmpreis. Als „führender europäischer Bildgestalter, der die zerklüftete Geschichte des letzten Jahrhunderts mit beeindruckenden Bildern übersetzt“ habe, würdigte ihn 2013 die Jury als Preisträger des Marburger Kamerapreises 2014.

## Filmografie (eine Auswahl)
- 1991: Kroll – Regie: Władysław Pasikowski
- 1992: November (Novembre) – Regie: Łukasz Karwowski
- 1992: Hunde (Psy) – Regie: Władysław Pasikowski
- 1994: Hunde II (Psy 2: Ostatnia krew) – Regie: Władysław Pasikowski
- 1996: Bitter-Süß (Słodko gorzki ) – Regie: Władysław Pasikowski
- 1997: Liebesgeschichten (Historie milosne) – Regie: Jerzy Stuhr
- 1997: Glückliches New York (Szczęśliwego Nowego Jorku) – Regie: Janusz Zaorski
- 1998: Demony wojny według Goi – Regie: Władysław Pasikowski
- 1999: Pan Tadeusz – Regie: Andrzej Wajda
- 2000: Das große Tier (Duże zwierzę) – Regie: Jerzy Stuhr
- 2001: Verlorene Kinder des Krieges (Edges of the Lord) – Regie: Yurek Bogayevicz
- 2002: Der Pianist (The Pianist) – Regie: Roman Polański
- 2002: Die Rache (Zemsta) – Regie: Andrzej Wajda
- 2004: Ray – Regie: Taylor Hackford
- 2005: Oliver Twist – Regie: Roman Polański
- 2006: Das Spiel der Macht (All the King's Men) – Regie: Steven Zaillian (US-Premiere: September 2006)
- 2007: Das Leben vor meinen Augen (The Life Before Her Eyes) – Regie: Vadim Perelman
- 2007: Das Massaker von Katyn (Katyń) – Regie: Andrzej Wajda
- 2009: Der Kalmus (Tatarak) – Regie: Andrzej Wajda
- 2009: The New Tenants – Regie: Joachim Back
- 2010: Der Ghostwriter (The Ghost Writer) – Regie: Roman Polański
- 2011: Der Gott des Gemetzels (Carnage) – Regie: Roman Polański
- 2011: Die Mühle und das Kreuz (Młyn i krzyż) – Regie: Lech Majewski
- 2013: Venus im Pelz (La Vénus à la fourrure) – Regie: Roman Polański
- 2012: Pokłosie – Regie: Władysław Pasikowski
- 2014: Bürger (Obywatel) – Regie: Jerzy Stuhr
- 2017: Nach einer wahren Geschichte (D'après une histoire vraie) – Regie: Roman Polański
- 2018: Intrigo – Tod eines Autors (Intrigo: Death of an Author) – Regie: Daniel Alfredson
- 2018: Intrigo – Samaria (Intrigo: Samaria) – Regie: Daniel Alfredson
- 2019: Intrigo – In Liebe, Agnes (Intrigo: Dear Agnes) – Regie: Daniel Alfredson
- 2019: The Coldest Game – Regie: Łukasz Kośmicki
- 2019: Intrige (J’accuse) – Regie: Roman Polański
- 2022: Corner Office – Regie: Joachim Back
- 2023: The Palace – Regie: Roman Polański
- 2023: Die Fotografin (Lee) – Regie: Ellen Kuras

## Einzelbelege
1. ↑  Marburger Kamerapreis 2014 geht an den Polen Paweł Edelman, abgerufen am 20. September 2019

| Personendaten    | Personendaten         |
| ---------------- | --------------------- |
| NAME             | Edelman, Paweł        |
| ALTERNATIVNAMEN  | Edelman, Pawel        |
| KURZBESCHREIBUNG | polnischer Kameramann |
| GEBURTSDATUM     | 26. Juni 1958         |
| GEBURTSORT       | Łódź, Polen           |